# Серый цвет
Се́рый цвет — это ахроматический цвет, точнее — множество всех цветов, получаемых путём совмещения трёх основных цветов цветовой модели RGB — красного, зелёного и синего в равных концентрациях. В зависимости от яркости оттенок серого изменяется от чёрного (яркость 0 %) до белого (яркость 100 %). В цветовой модели CMYK серый цвет может быть образован из первых трёх цветов (CMY) в одинаковых пропорциях, или изменением четвёртого цвета (K) от 0 (белый) до 100 (чёрный), или комбинацией этих вариантов. Старинный синоним серого — срений.
Серые тона в других цветах издавна именовались как: избура (серое сукно, серый волк, серый заяц) и иссиня (серые глаза, серый конь, зола, пепел). 

## Оттенки
- Маренго серый с вкраплениями чёрного. (Название появилось после битвы при Маренго между Австрией и Францией в 1800 году. По одним сведениям, именно такого цвета были брюки Наполеона, по другим — ткани местного производства ручной работы)
- Маренго-клер — светло-серый
- Наваринского пламени с дымом (или дыма с пламенем) — тёмный оттенок серого (Модный цвет сукна, который появился после победы русских над турками в Наваринской бухте в 1827-м году. Упоминается в «Мёртвых душах» Н. В. Гоголя. Есть версия, что этот цвет был всё же красного оттенка, потому что само упоминание «пламени» свидетельствует в пользу красного[2])
- Перванщ
- Платиновый — дымчато-белый, цвет металла платины
- Серебряный (серебристый)
- Свинцовый
- Сизый
- Стальной
- Суровый — естественный серо-буроватый цвет волокнистых материалов: необеленного льна, пеньки, шерсти; зелёный, свежий, сырой

## В качестве термина
- серая мышь — так называют мелкого незаметного человека, маленький человек
- серый кардинал — так называют влиятельного человека, действующего негласно
- Серые — немецкая политическая партия (1989—2008), отстаивавшая интересы пенсионеров
- смурый — тёмного-серого, смешанного цвета;
  - погов. «Смур кафтан, да душа бела»
  - Смурый мужичок
  - Смурыш — рабочий, простолюдин
  - Смурожить, смурыжить — затаскать, заносить, загрязнить
- серая капуста — наружные листья кочана
- серая публика — народ, простонародье
- серая масса — инертное безличное общество
- серая кость — неодобрительно о человеке низкого происхождения; комбинация фразеологических оборотов «серая масса» и «белая кость»
- серой мужичок — лапотник, простой, рабочий
- серая погода — пасмурная
- серые шинели — о солдатах: солдаты царской армии были одеты в шинели мышино-серого цвета
- серая скотинка — о солдатах в дореволюционной России[3]

## Факты
В 2016 году дизайнер Джейсон Ву зарегистрировал собственный оттенок серого цвета Grey Jason Wu, который он использовал в своей новой коллекции.